# Höhr-Grenzhausen
Höhr-Grenzhausen là một đô thị trong huyện Westerwald bang Rheinland-Pfalz thuộc nước Đức. Đô thị Höhr-Grenzhausen có diện tích 15,87 km², dân số là 9430 người (31/12/2008). Đây là một trung tâm gốm sứ ở Kannenbäckerland với một trường cao đẳng gốm sứ.